# Rivalité Rice-Texas

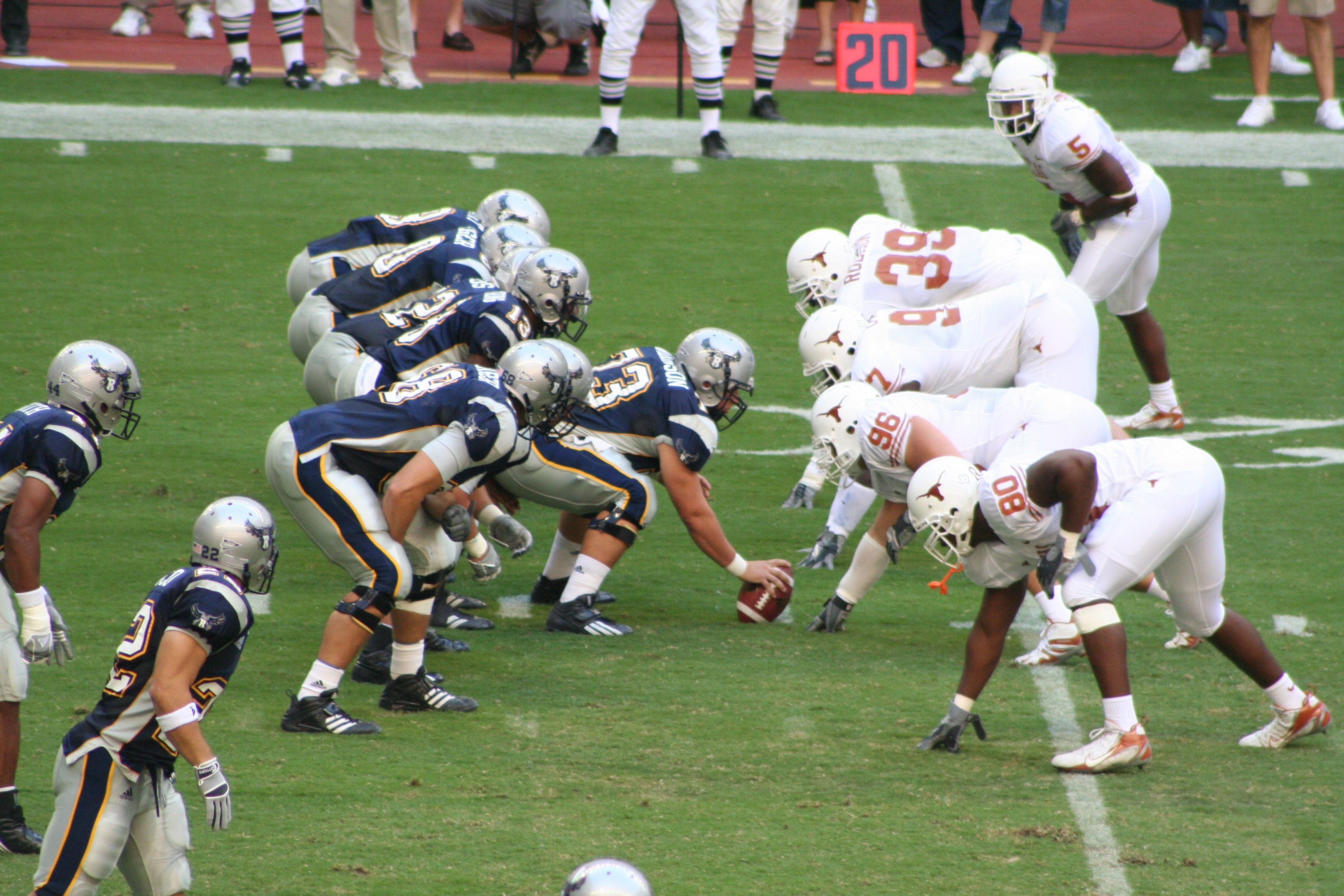
Les Owls de Rice en bleu face aux Longhorns du Texas en blanc, le 16 septembre 2006.

La rivalité Rice-Texas est une rivalité dans le football américain universitaire opposant les équipes des Owls de l'université Rice située à Houston et des Longhorns de l'université du Texas à Austin.
Elle a commencé en 1918 et ce sont les Longhorns qui mènent les statistiques avec 75 victoires pour 21 aux Owls  et 1 nul (fin 2023). Les Longhorns ont largement dominé la série. Rice n'a remporté que deux matchs depuis 1960, 17 de leurs victoires ayant été acquises entre 1930 et 1960 pendant une période de légère domination sur Texas.
Ces équipes ont été des rivaux de conférence pendant 81 saisons lorsqu'elles étaient membres de la Southwest Conference (1915-1995). En 1996, la conférence est dissoute et les rivaux en rejoignent des séparées (Texas la Big 12 pour Texas et la WAC pour Rice. Les équipes ne se rencontrent plus que par intermittence depuis lors,.

## Discours du Président John F. Kennedy
Le 12 septembre 1962, le Rice Stadium a accueilli le discours (We choose to go to the Moon) dans lequel le Président John Fitzgerald Kennedy a lancé un défi aux Américains : atteindre son objectif, fixé l'année précédente, d'envoyer un homme sur la Lune avant la fin de la décennie. Il a fait référence à la rivalité Rice-Texas pour étayer son discours :
« But why, some say, the Moon? Why choose this as our goal? And they may well ask, why climb the highest mountain? Why, 35 years ago, fly the Atlantic? Why does Rice play Texas? We choose to go to the Moon! We choose to go to the Moon in this decade and do the other things, not because they are easy, but because they are hard, because that goal will serve to organize and measure the best of our energies and skills, because that challenge is one that we are willing to accept, one we are unwilling to postpone, and one which we intend to win, and the others, too. »
Cette déclaration s'est avérée plutôt prémonitoire, puisque Rice qui était non classé et sans victoire, a affronté à Houston un peu plus d'un mois plus tard, Texas qui était invaincu et classé no 1 du pays, obtenant le nul 14 à 14. Rice parviendra à remporter sa première victoire sur Texas depuis cette citation quelques saisons plus tard, en battant en déplacement, Texas, classé no 5. Cependant, après cette victoire, le Texas a remporté les 28 matchs suivants de la série, ce qui représente la neuvième plus longue série de victoires consécutives contre la même université de l'histoire de la NCAA division I FBS et la sixième plus longue entre adversaires de conférence. Rice a finalement mis fin à cette séquence en 1994 avec une victoire 19 à 17.

## Palmarès
Le classement des équipes dans les tableaux ci-dessous est celui de l'Associated Press avant la saison 2014 et celui du comité du College Football Playoff depuis 2014.
| 75 victoires de Texas          | 21 victoires de Rice     | 1 nul                    |
| Plus large victoire            | Texas, 59–0 (1915)       | Texas, 59–0 (1915)       |
| Plus longue série sans défaite | Texas, 28 (1966–1993)    | Texas, 28 (1966–1993)    |
| Série en cours sans défaite    | Texas, 16 (1995–présent) | Texas, 16 (1995–présent) |

| N° | Date              | Lieu    | Vainqueur | Score |
| -- | ----------------- | ------- | --------- | ----- |
| 01 | 17 octobre 1914   | Austin  | Texas     | 41–0  |
| 02 | 16 octobre 1915   | Austin  | Texas     | 59–0  |
| 03 | 7 octobre 1916    | Austin  | Texas     | 16–02 |
| 04 | 27 octobre 1917   | Austin  | Rice      | 13–0  |
| 05 | 16 novembre 1918  | Houston | Texas     | 14–0  |
| 06 | 1er novembre 1919 | Austin  | Texas     | 32–07 |
| 07 | 30 octobre 1920   | Houston | Texas     | 21–0  |
| 08 | 29 octobre 1921   | Austin  | Texas     | 56–0  |
| 09 | 4 novembre 1922   | Houston | Texas     | 29–0  |
| 10 | 3 novembre 1923   | Austin  | Texas     | 27–0  |
| 11 | 1er novembre 1924 | Houston | Rice      | 19–06 |
| 12 | 24 octobre 1925   | Austin  | Texas     | 27–06 |
| 13 | 23 octobre 1926   | Houston | Texas     | 20–0  |
| 14 | 22 octobre 1927   | Austin  | Texas     | 27–0  |
| 15 | 27 octobre 1928   | Houston | Texas     | 13–06 |
| 16 | 26 octobre 1929   | Austin  | Texas     | 29–0  |
| 17 | 25 octobre 1930   | Houston | Rice      | 06–0  |
| 18 | 10 octobre 1931   | Austin  | Rice      | 07–0  |
| 19 | 22 octobre 1932   | Houston | Texas     | 18–06 |
| 20 | 28 octobre 1933   | Austin  | Texas     | 18–0  |
| 21 | 27 octobre 1934   | Houston | Rice      | 20–09 |
| 22 | 26 octobre 1935   | Austin  | Rice      | 28–19 |
| 23 | 24 octobre 1936   | Houston | Rice      | 07–0  |
| 24 | 23 octobre 1937   | Austin  | Rice      | 14–07 |
| 25 | 22 octobre 1938   | Houston | Rice      | 13–06 |
| 26 | 28 octobre 1939   | Austin  | Texas     | 26–12 |
| 27 | 26 octobre 1940   | Houston | Rice      | 13–0  |
| 28 | 25 octobre 1941   | Austin  | #2 Texas  | 40–0  |
| 29 | 24 octobre 1942   | Houston | #15 Texas | 12–07 |
| 30 | 23 octobre 1943   | Austin  | #16 Texas | 58–0  |
| 31 | 28 octobre 1944   | Houston | Rice      | 07–0  |
| 32 | 27 octobre 1945   | Austin  | Rice      | 07–06 |
| 33 | 26 octobre 1946   | Houston | #16 Rice  | 18–13 |
| 34 | 25 octobre 1947   | Austin  | #3 Texas  | 12–0  |
| 35 | 23 octobre 1948   | Houston | Texas     | 20–07 |
| 36 | 22 octobre 1949   | Austin  | #9 Rice   | 17–15 |
| 37 | 28 octobre 1950   | Houston | #7 Texas  | 35–07 |
| 38 | 27 octobre 1951   | Austin  | #10 Texas | 14–06 |
| 39 | 25 octobre 1952   | Houston | #20 Texas | 20–07 |
| 40 | 24 octobre 1953   | Austin  | Rice      | 18–13 |
| 41 | 23 octobre 1954   | Houston | Rice      | 13–07 |
| 42 | 22 octobre 1955   | Austin  | Texas     | 32–14 |
| 43 | 27 octobre 1956   | Houston | Rice      | 28–07 |
| 44 | 26 octobre 1957   | Austin  | #19 Texas | 19–14 |
| 45 | 25 octobre 1958   | Houston | Rice      | 34–07 |
| 46 | 24 octobre 1959   | Austin  | #3 Texas  | 28–06 |
| 47 | 22 octobre 1960   | Houston | #20 Rice  | 07–0  |
| 48 | 28 octobre 1961   | Austin  | #3 Texas  | 34–07 |
| 49 | 27 octobre 1962   | Houston | Nul       | 14–14 |

| N° | Date              | Lieu    | Vainqueur | Score |
| -- | ----------------- | ------- | --------- | ----- |
| 50 | 26 octobre 1963   | Austin  | #1 Texas  | 10–06 |
| 51 | 24 octobre 1964   | Houston | #6 Texas  | 06–03 |
| 52 | 23 octobre 1965   | Austin  | Rice      | 20–17 |
| 53 | 22 octobre 1966   | Houston | Texas     | 14–06 |
| 54 | 28 octobre 1967   | Austin  | Texas     | 28–06 |
| 55 | 26 octobre 1968   | Houston | #13 Texas | 38–14 |
| 56 | 25 octobre 1969   | Austin  | #2 Texas  | 31–0  |
| 57 | 24 octobre 1970   | Houston | #2 Texas  | 45–21 |
| 58 | 23 octobre 1971   | Austin  | #16 Texas | 39–10 |
| 59 | 28 octobre 1972   | Houston | #10 Texas | 45–09 |
| 60 | 27 octobre 1973   | Austin  | #19 Texas | 55–13 |
| 61 | 26 octobre 1974   | Houston | #13 Texas | 27–06 |
| 62 | 25 octobre 1975   | Austin  | #8 Texas  | 41–09 |
| 63 | 2 octobre 1976    | Houston | Texas     | 42–15 |
| 64 | 1er octobre 1977  | Austin  | #8 Texas  | 72–15 |
| 65 | 16 septembre 1978 | Houston | #7 Texas  | 34–0  |
| 66 | 6 octobre 1979    | Austin  | #4 Texas  | 26–09 |
| 67 | 4 octobre 1980    | Houston | #5 Texas  | 41–28 |
| 68 | 12 septembre 1981 | Austin  | #8 Texas  | 31–03 |
| 69 | 2 octobre 1982    | Houston | #15 Texas | 34–07 |
| 70 | 1er octobre 1983  | Austin  | #2 Texas  | 42–06 |
| 71 | 6 octobre 1984    | Houston | #1 Texas  | 38–13 |
| 72 | 5 octobre 1985    | Austin  | #20 Texas | 44–16 |
| 73 | 4 octobre 1986    | Houston | Texas     | 17–14 |
| 74 | 3 octobre 1987    | Austin  | Texas     | 45–26 |
| 75 | 1er octobre 1988  | Houston | Texas     | 20–13 |
| 76 | 7 octobre 1989    | Austin  | Texas     | 31–30 |
| 77 | 6 octobre 1990    | Houston | Texas     | 26–10 |
| 78 | 5 octobre 1991    | Austin  | Texas     | 28–07 |
| 79 | 3 octobre 1992    | Houston | Texas     | 23–21 |
| 80 | 2 octobre 1993    | Austin  | Texas     | 55–38 |
| 81 | 16 octobre 1994   | Houston | Rice      | 19–17 |
| 82 | 7 octobre 1995    | Austin  | #20 Texas | 37–13 |
| 83 | 27 septembre 1997 | Houston | Texas     | 38–31 |
| 84 | 26 septembre 1998 | Austin  | Texas     | 59–21 |
| 85 | 18 septembre 1999 | Austin  | Texas     | 18–13 |
| 86 | 20 septembre 2003 | Houston | #13 Texas | 48–07 |
| 87 | 25 septembre 2004 | Austin  | #5 Texas  | 35–13 |
| 88 | 17 septembre 2005 | Austin  | #2 Texas  | 51–10 |
| 89 | 16 septembre 2006 | Houston | #8 Texas  | 52–07 |
| 90 | 22 septembre 2007 | Austin  | #7 Texas  | 58–14 |
| 91 | 20 septembre 2008 | Austin  | #7 Texas  | 52–10 |
| 92 | 4 septembre 2010  | Houston | #5 Texas  | 34–17 |
| 93 | 3 septembre 2011  | Austin  | #24 Texas | 34–09 |
| 94 | 12 septembre 2015 | Austin  | Texas     | 42–28 |
| 95 | 14 septembre 2019 | Houston | #12 Texas | 48–13 |
| 96 | 18 septembre 2021 | Austin  | Texas     | 58–0  |
| 97 | 2 septembre 2023  | Austin  | #11 Texas | 37–10 |

## Articles annexes
- Liste des matchs de rivalité en football américain universitaire de la NCAA